# Leopoldsburg
Leopoldsburg är en kommun i Belgien.   Den ligger i provinsen Limburg och regionen Flandern, i den nordöstra delen av landet, 70 km öster om huvudstaden Bryssel. Antalet invånare är 15 003. Leopoldsburg gränsar till Beringen.
Runt Leopoldsburg är det i huvudsak tätbebyggt. Runt Leopoldsburg är det tätbefolkat, med 511 invånare per kvadratkilometer.